# Refuge du Toubkal

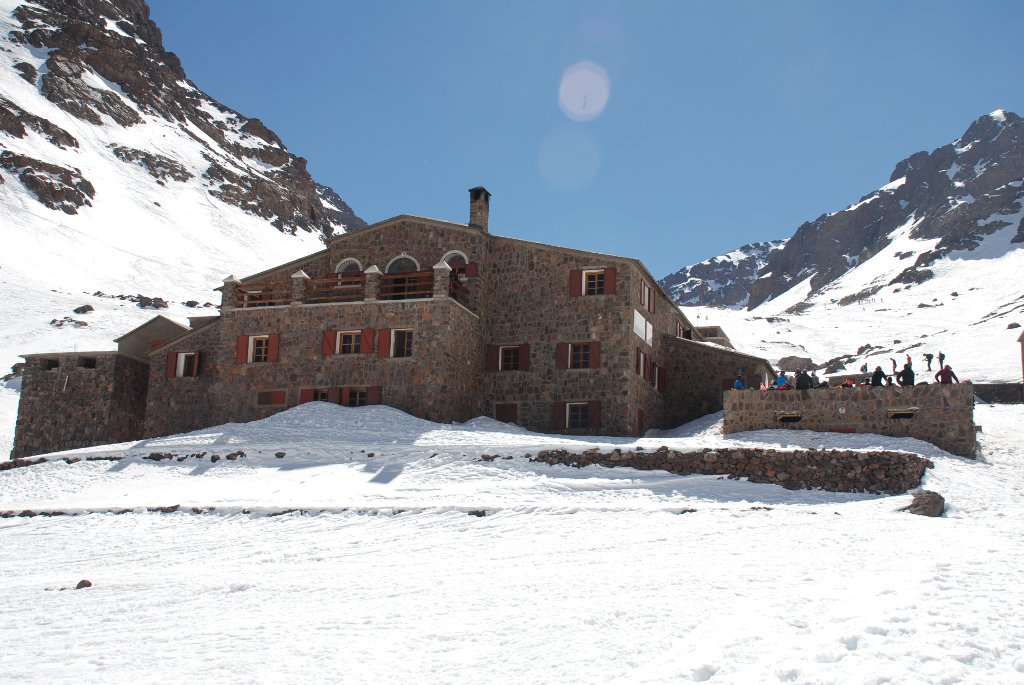
Le refuge en hiver

Le refuge du Toubkal — anciennement appelé refuge Issougan n'ouagouns puis refuge Neltner, en hommage au géologue et alpiniste français Louis Nelter (1903-1985), — est un refuge de montagne situé à 3 207 mètres d'altitude, dans la commune d'Asni, près du djebel Toubkal, le point culminant du Haut Atlas, du Maroc et, au-delà, de l'Afrique du Nord.

## Histoire
Géré par le Club alpin français (CAF) de Casablanca, il est le plus ancien des deux refuges en dessous du mont de 4 167 mètres d’altitude, sur son versant nord. La construction du bâtiment initial par le CAF remonte à 1938 et, en 1999, une restructuration a été effectuée.

## Caractéristiques et informations
Sa capacité d'hébergement, au sein de cinq dortoirs, est de 89 personnes. Il est gardé toute l'année.